# Діаліз

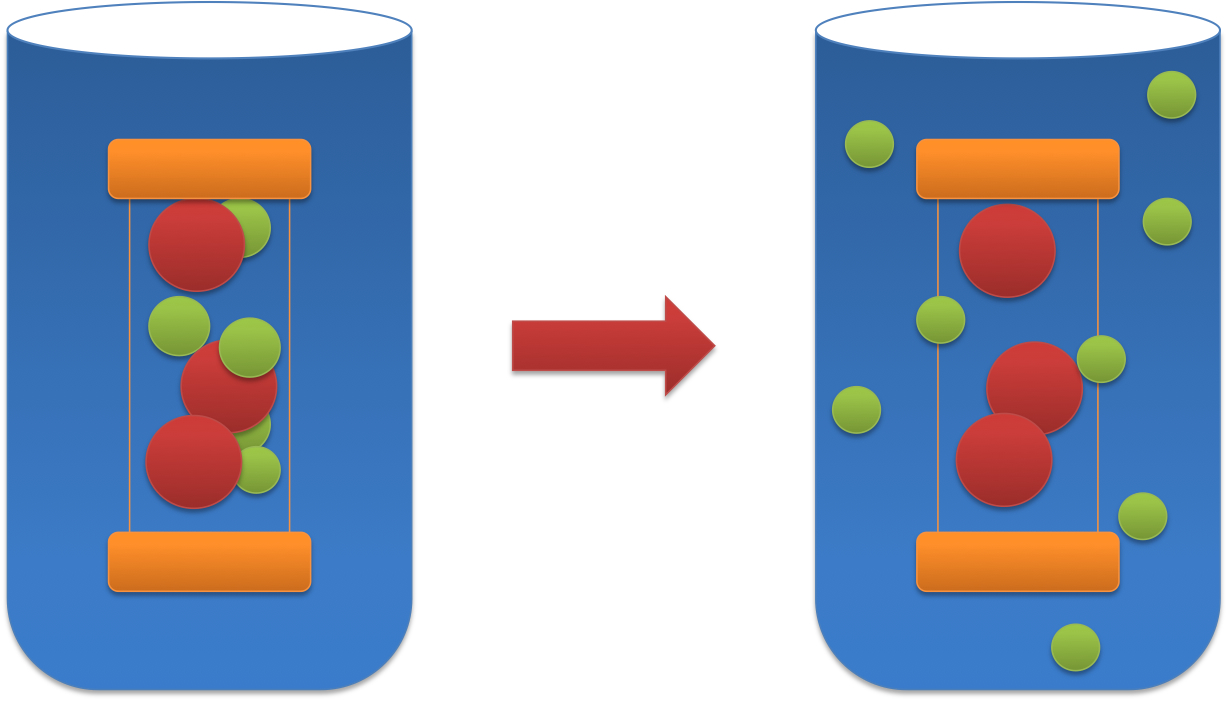
Діаліз.

Діа́ліз — це звільнення колоїдних і високомолекулярних розчинів від розчинених в них низькомолекулярних сполук за допомогою напівпроникної мембрани.

## Загальний опис
При діалізі молекули розчиненої низькомолекулярної речовини проходять через мембрану, а нездатні діалізувати (проходити через мембрану) колоїдні частинки залишаються за нею. Найпростіший діалізатор являє собою мішечок з колодія (напівпроникного матеріалу), в якому знаходиться діалізуюча рідина. Мішечок занурюють в розчинник (наприклад у воду). Поступово концентрації діалізуючої речовини в діалізуючій рідині і в розчиннику стають рівними. Змінюючи розчинник, можна домогтися практично повного очищення від небажаних домішок. Швидкість діалізу зазвичай вкрай низька (тижні). Прискорюють процес діалізу збільшуючи площу мембрани і температуру, безперервно змінюючи розчинник. Процес діалізу заснований на процесах осмосу і дифузії, що пояснює способи його прискорення.
Діаліз застосовують для очищення колоїдних розчинів від домішок електролітів і низькомолекулярних неелектролітів. Діаліз застосовують в промисловості для очищення різних речовин, наприклад у виробництві штучних волокон, при виготовленні лікарських речовин.
Матеріал, що пройшов через мембрану, називається діалізат.

## Електродіаліз
Метод розділення йонізованих сполук під дією електрорушійної сили, що створюється в розчині по обидві сторони мембрани. Це діаліз із застосуванням постійного струму, що
проходить через мембрану. Лежить зокрема в основі електрохімічного методу знесолювання води.